# Niko Bilić
Pater Niko Bilić, hrvatski katolički svećenik, doktor teologije, član je Družbe Isusove od 1987. Docent je Filozofskoga fakulteta Družbe Isusove u Zagrebu za religijske znanosti i redoviti predavač na Filozofsko-teološkom institutu, pridruženom Papinskom sveučilištu Gregoriana, a predaje i biblijsku teologiju kao izborni predmet na Fakultetu elektrotehnike i računarstva (FER) u Zagrebu. Od 2007. do 2010. redoviti je propovjednik u Nacionalnom svetištu Majke Božje Bistričke. Sudjeluje s predavanjima iz biblijskih znanosti pri Hrvatskoj konferenciji viših redovničkih poglavara i poglavarica, a već je više godina predavač na Obiteljskoj ljetnoj školi FTI-a u Zagrebu. Član ]e Biblijskog instituta pri KBF-u na Sveučilištu u Zagrebu, i Hrvatskog katoličkog biblijskog djela pri HBK. Našoj je široj javnosti poznat kao suradnik na HRT s temama iz Svetoga pisma, a trenutno je duhovnik u međubiskupijskoj bogosloviji u Kolegiju Družbe Isusove na Jordanovcu. Djela: Jezik Crkve, Molitveni predah i dr.